# ورزشگاه ۲۸ سپتامبر
ورزشگاه ۲۸ سپتامبر (انگلیسی: Stade du 28 Septembre) یک ورزشگاه چندمنظوره در شهر کوناکری، گینه است.
این ورزشگاه که در سال ۱۹۶۴ تاسیس شده دارای ۲۵٬۰۰۰ نفر ظرفیت است و یکی از ورزشگاه‌های خانگی تیم ملی فوتبال گینه محسوب میشود.